# Кольз, Купер Фипс
Купер Фипс Кольз, Каупер Фипс Коулз (англ. Cowper Phipps Coles; 1819 — 7 сентября 1870) — офицер Королевского флота Великобритании. Наиболее известен как талантливый изобретатель и кораблестроитель эпохи первых броненосцев. Внёс значительный вклад в развитие концепции корабля, артиллерия которого размещена во вращающихся башнях. Погиб вместе с построенным по его проекту броненосцем «Кэптен».

## Биография
Начал службу во флоте в одиннадцатилетнем возрасте. 9 января 1846 года Кольз был произведён в лейтенанты. 5 декабря 1849 года переведён на фрегат Phaeton.
24 октября 1853 года, после начала Крымской войны, Кольза перевели флаг-адъютантом к его дяде контр-адмиралу сэру Эдмунду Лайонсу на парусный линейный корабль Agamemnon. В ходе войны Кольз отличился во время осады Севастополя. 13 ноября 1854 года был произведён в коммандеры. 2 августа 1854 года назначен командиром колёсного парохода Stromboli, действовавшего на Чёрном море.

### Вооружённый плотLady Nancy
Первые намётки концепции Кольза, приведшей его впоследствии к идее башенного корабля, родились из опыта постройки вооружённого плота, спроектированного и построенного им в 1855 году для прибрежных операций на мелководье Азовского моря. Плот, названный Lady Nancy, был собран на борту Stromboli из 29 бочонков, размещённых шестью рядами в раме из рангоутного дерева длиной 13,7 м и шириной 4,6 м. Поверх рамы была настлана палуба. На плот была установлена длинная 32-фунтовая пушка весом 1,9 тонны с боезапасом 100 выстрелов. Пушку обслуживал экипаж из 18 человек. Малая осадка плота (0,5 м) позволяла ему действовать там, где не могли пройти большие корабли. Англичане с успехом применили Lady Nancy во время осады Таганрога, выпустив по городу свыше 80 снарядов. Операция освещалась в прессе корреспондентом, находившимся на борту Stromboli, что сделало Кольза популярным среди британской публики.
Вскоре Кольз усовершенствовал идею, подготовив чертёж более крупного плота, на который установлена пушка, прикрытая куполообразным щитом. Адмирал Лайонс счёл идею великолепной и отправил Кольза в Англию с докладом для Адмиралтейства. Кольз составил проект плота с габаритами 27 на 9,1 метров и осадкой 1,09 метра, способного действовать против укреплений Кронштадта. К несчастью для Кольза, Крымская война кончилась раньше чем построили плот.

### Конструктор башенных броненосцев

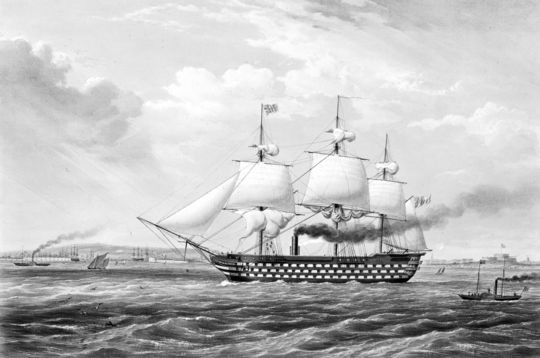
HMS Duke of Wellington — парусно-винтовой линейный корабль 1850-х годов. Хорошо видны три ряда орудийных портов и дым из трубы паровой машины.

27 февраля 1856 года Кольз был повышен в звании до кэптена, а после окончания войны — переведён во флотский резерв с сохранением половинного жалования. Сошедший на берег Кольз занялся разработкой проектов кораблей, артиллерия которых располагалась во вращающихся башнях. В то время артиллерия на кораблях представляла собой батареи из орудий, стрелявших сквозь прорези в бортах — орудийные порты. 30 марта 1859 года Кольз получил свой первый патент на вращающуюся орудийную башню. Выбранный способ размещения артиллерии приблизил Кольза к главной его цели — созданию проекта корабля, вооружённого как можно более мощными пушками, способными стрелять в секторе 360°. Кольз считал, что корабль с таким вооружением должен представлять собой как можно менее заметную цель, минимально возвышаясь над поверхностью воды. Идеи, высказанные Кользом, вступали в противоречие с важными практическими требованиями к архитектуре корабля. Во-первых, корабль с низким надводным бортом непригоден для службы в открытом море, так как волны захлёстывали бы его палубу даже при небольшом волнении. Во-вторых, необходимость размещения на палубе мачт и надстроек помешала бы орудийным башням вести круговой обстрел.

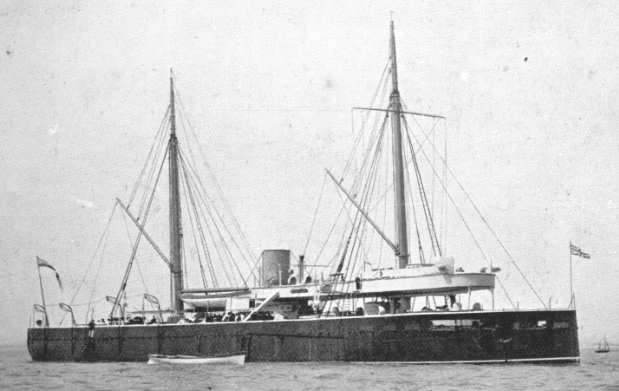
HMS Prince Albert — первый в британском флоте башенный корабль специальной постройки, с башнями по проекту Купера Ф. Кольза

Адмиралтейство по достоинству оценило размещение пушек во вращающейся башне, признав идею полезной и пригодной для использования в будущих проектах, однако отклонило предложения Кольза, затрагивающие архитектуру кораблей. Кольз представил на рассмотрение Адмиралтейству проект корабля, вооружённого артиллерией в десяти башнях, однако проект был признан непрактичным. Тем не менее, лорды не потеряли интерес к башенному размещению пушек, приказав своим конструкторам разработать более совершенные проекты башенных броненосцев. Кольз настойчиво знакомил с проектом всех, кто только мог оказать ему поддержку. Так ему удалось заручиться поддержкой некоторых влиятельных людей, среди которых был и муж королевы Виктории принц-консорт Альберт, письменно попросивший Первого лорда Адмиралтейства оказать Кользу помощь в постройке башенного корабля. В январе 1862 года Адмиралтейство согласилось построить башенный корабль. Prince Albert, предназначавшийся для береговой обороны, должен был нести четыре башни и низкий надводный борт. Конструирование башен возлагалось на Кольза, однако за сам корабль отвечал главный строитель флота Айзек Уотс.
Кольз также предложил Адмиралтейству перестроить один из деревянных кораблей, срезав верхние палубы и убрав всю старую артиллерию, а на освободившееся место установить четыре башни. Вдоль ватерлинии корабль должен был защищать железный броневой пояс толщиной 140 миллиметров. Переоборудование Royal Sovereign было завершено в августе 1864 года даже несколько раньше, чем постройка Prince Albert. Оба корабля несли минимальное парусное вооружение. На верхней палубе Royal Sovereign были установлены лёгкие фальшборты высотой 1,07 м, повышавшие надводный борт корабля. Перед стрельбой из орудий эти фальшборты, крепившиеся на петлях, следовало опустить за борт. В 1867 году кэптену Кользу было позволено командовать Royal Sovereign на июльском военно-морском параде.
В то время, когда оба корабля ещё строились, Кольз представил Адмиралтейству ещё несколько проектов, однако осторожные лорды предпочли дождаться результатов испытаний строящихся кораблей. После спуска Royal Sovereign, получившего самые лестные отзывы, Кольз снова обратился к Адмиралтейству с просьбой помочь в постройке корабля новой конструкции. Предложенный проект представлял собой развитие уже построенного броненосца Pallas, спроектированного новым главным строителем Эдвардом Ридом. Адмиралтейство предоставило Кользу оригинальные чертежи и выделило ему в помощь инженера Портсмутской верфи Джозефа Скалларда (англ. Joseph Scullard). Итогом работы стал проект однобашенного броненосца, который, впрочем, был отвергнут Адмиралтейством. Лорды поручили Риду разработать проект более крупного двухбашенного корабля. По проекту Рида был построен броненосец Monarch, заложенный в 1866 году и завершённый в июне 1869 года. Кольз возражал против добавления полубака и полуюта, мешавших стрельбе в сторону носа и кормы. Не нравилось ему и размещение башен на высоте 5,2 метра над водой. Возражения Кольза были отвергнуты так как внесённые Ридом изменения были продиктованы требованиями мореходности.

### HMS Captain. Гибель Кольза
Кольз не оставлял попыток построить корабль, полностью соответствовавший его замыслу. Конструктору удалось развернуть в прессе широкую дискуссию, в которой он сумел доказать свою правоту перед мнением общественности. Обсуждение позволило Кользу склонить на свою сторону Первого лорда адмиралтейства Хью Чайлдерса и часть членов Совета адмиралтейства.
По итогам этого спора Чайлдерс дал добро на постройку нового башенного броненосца (будущего HMS Captain) по проекту Кольза и под его личным руководством. Сомнения в этом новом проекте среди конструкторов и офицеров были значительными — так, главный конструктор Королевского флота Эдвард Рид выразил категорическое несогласие с проектом, указывая, что остойчивость корабля будет ухудшена слишком большим весом, расположенным недопустимо высоко. Башенный рангоутный корабль Рид считал анахронизмом и даже отказался одобрить чертежи, ограничившись наложением на них резолюции «не возражаю» (англ. not objected to).
По проекту высота борта Captain должна была составлять 2,4 м, однако из-за перегрузки, допущенной при постройке, эта величина уменьшилась на 360 миллиметров. Броненосец оснастили полным парусным вооружением, причём мачты Captain были самыми высокими во всём британском флоте. Постройку корабля завершили в мае 1870 года, после чего броненосец успешно прошёл первые испытания. В мае броненосец вместе с Флотом Канала успешно выдержал шторм. Командовавший флотом вице-адмирал Томас Симмондз лестно отозвался и об Captain, и об Monarch. Под парами Captain развил 14,25 узла (26,39 км/ч), а Monarch, имевший более слабую машину — 14,9 узла (27,6 км/ч). Под парусами Captain шёл быстрее. В целом Captain сочли хорошим аргументом в защиту идей Кольза.
Вечером 6 сентября 1870 у мыса Финистерре на северо-западе Пиренейского полуострова могучий корабль во время шторма перевернулся и затонул вместе с экипажем и проектировщиком. Всего погибли 483 человека, это больше, чем потери английской эскадры в Трафальгарском сражении.

### Семья
В 1856 году Кольз женился на Эмили Пирсон — племяннице лорда Лайонса. Лорд Лайонс, в свою очередь, был женат на сестре матери Кольза.